# Георг Альбрехт Денгофф
Гео́рг А́льбрехт фон Денго́фф (також Єжи Альбрехт Денгофф, нім. Georg Albrecht von Dönhoff, пол. Jerzy Albrecht Denhoff; 1640 — 16 березня 1702, Кельці) — державний діяч Речі Посполитої (Республіки Обох Націй), священник і єпископ Римо-Католицької Церкви. Представник шляхетського роду Денгоффів гербу Денгофф, князь.

## Життєпис
Другий син Сигізмунда фон Денгоффа й Анни-Терези Оссолінської. Прийняв священство 1679 року, став краківським каноніком. Великий канцлер коронний (1688–1702), сенатор. Єпископ кам'янецький (1 квітня 1686–1689), перемишльський (19 жовтня 1689–1701) і краківський (9 травня 1701–1702). Особистий канцлер польської королеви Марії-Казимири (1687).
Помер у Кельцях (нині — Польща). Похований у родинній каплиці на Ясній Горі в Ченстохові.